# نسيج وعائي لحائي

مقطع عرضي لساق نبات الكتان:
1. النخاع
2. نسيج وعائي خشبي بدائي
3. نسيج وعائي خشبي
4. نسيج وعائي لحائي
5. النسيج الاسكلرنشيمي (ألياف اللحاء)
6. القشرة
7. البشرة

اللحاء (بالإنجليزية: Phloem)‏ في النباتات الوعائية هو النسيج الحي المسؤول عن نقل المغذيات العضوية (نتائج عملية التركيب الضوئي) وعلى وجه التحديد السكروز والسكر إلى جميع أجزاء النبات كلما اقتضت الحاجة.

## التركيب
الجزء الأساسي في تركيب اللحاء هو ما يسمى بالأنابيب الغربالية تتركب الأنابيب الغربالية من خلايا تتصل مع بعضها البعض مكونة أنبوب طويل ويوجد عند أخر كل خلية حواجز مثقبة تسمى بالصفائح الغربالية ويربط كل خلية بالخلية التي تليها خيوط سيتوبلازمية توجد في ثقوب الصفائح الغربالية.
ويوجد بجانب كل أنبوبة غربالية خليتان تسميان بـ (الخليتان المرافقتان) تقوم بامداد الأنبوبة الغربالية بالطاقة اللازمة لنقل الغذاء عن طريق تكوين مركبات الطاقة.

### الخلايا الغربالية
الخلايا الغربالية هي خلايا مسؤولة عن نقل السكريات في جميع أجزاء النبات. وهي عبارة عن خلايا حية متطاولة عديمة النواة تتوضع فوق بعضها البعض في اللحاء، حواجزها العرضية مثقوبة بثقوب أو فتحات تدعى الثغور لذلك تعرف باسم الغربال. ويمر النسغ الكامل عبرها.

## الوظيفة
بعكس الوعاء الخشبي (الذي يتكون أساسا من خلايا ميتية)، فإن الوعاء اللحائي يتكون من خلايا حية تنقل النسغ. النسغ محلول مائي غني بالسكريات المصنعة أثناء عملية التركيب الضوئي. هذه السكريات تُنقل إلى الأجزاء الغير معرضة للضوء من النبات مثل الجذور، أو إلى أعضاء التخزين مثل الدرنات أو البصلات. عملية النقل في الوعاء اللحائي تكون متعددة الإتجاهات بينما في الوعاء الخشبي تكون أحادية الإتجاه (صعودا).